# Термен, Льюис Мэдисон
Лью́ис Мэ́дисон Те́рмен[уточнить] (англ. Lewis Madison Terman; 15 января 1877 — 21 декабря 1956) — американский психолог, профессор Стэнфордского университета. Отец Фредерика Термана, «отца Кремниевой долины».

## Научная деятельность
Занимался в основном педагогической психологией, тестологией и проблемами развития интеллекта ребёнка. Но также уделял внимание психодиагностике и психологии пола и семейных отношений. Разработал тест, измеряющий интеллект человека. Сотрудничал с психологом Кэтрин Кокс, которая была его ученицей.
Президент Американской психологической ассоциации в 1923 году.